# Goose Island (ö i Australien, Tasmanien)
Goose Island är en ö i Australien. Den ligger i kommunen Flinders och delstaten Tasmanien, i den sydöstra delen av landet, omkring 290 kilometer norr om delstatshuvudstaden Hobart. Arean är 1,5 kvadratkilometer. Den sträcker sig 2,5 kilometer i nord-sydlig riktning, och 1,6 kilometer i öst-västlig riktning.
Genomsnittlig årsnederbörd är 820 millimeter. Den regnigaste månaden är augusti, med i genomsnitt 103 mm nederbörd, och den torraste är januari, med 23 mm nederbörd.